# Ebeczky István
Ebeczky István (Léva, 1670 körül – Tavarnok, 1721. március 2.) katona, kuruc generális.

## Családja
Nógrád vármegyei nemesi család sarja, Ebeczky Mihály és Micskey Zsuzsa fia. Testvérei közül Imre nevű bátyja ugyancsak brigadérosként és Érsekújvár parancsnokaként (1704–1707), Ádám nevű öccse pedig saját ezredének alezredeseként, majd vezénylő ezredeseként szolgált a kuruc hadseregben. Felesége, Bossányi Klára (1670–1724), Bossányi Miklós és Heölgyi Borbála leánya volt.

## Életpályája
Katonai pályája a lévai várban állomásozó császári hadseregben indult, később Bottyán János huszárezredében szolgált. A Rákóczi-szabadságharc kitörésekor (1703) a már alezredesi rangban szolgáló Ebeczky csatlakozott II. Rákóczi Ferenchez, aki ezredessé léptette elő. Ebeczky még 1703-ban elfoglalta embereivel Nagyszombatot és Szentgyörgyöt, majd csapataival Bécsig portyázott. Részt vett a Nagyszombatnál 1704. december 26-án vívott csatában, amelynek során Heister tábornok megfutamította a kurucokat.
1705. augusztus 14-én brigadérossá léptették elő, novemberben a Rába mellékét védte a császárpárti Pálffy János ellenében, majd a Lajta mellékét fedezte ezredével. 1709. december és 1710. március között Érsekújvár, 1710 decembere után pedig Ungvár parancsnoka (kommendánsa) volt. 1711-ben generális-főstrázsamesterré léptették elő, ezzel Rákóczi legutoljára kinevezett tábornoka lett. Ungvár várát csak a szatmári béke megkötése után, 1711. május 15-én engedte át a labancoknak. A szabadságharc leverése után lévai családi birtokaira vonult vissza.